# Língua neyo
O néyo, ou neyo, ou neyau ou néouolé ou newole ou néwolé é uma língua Kru ou isoladafalada no sudoeste da Costa do Marfim, principalmente em torno da localidade de Sassandra.

## Escrita
A língua Néyo não tem escrita, mas pode ser transcrita usando-se o alfabeto latino.

### Vogais
Os 9 Vogais de Néyo são bastante comparáveis às dalíngua francesa.
No entanto, esta tabela não leva em consideração o comprimento vocal, a tonalidade e a modulação existente no Néyo.
| Letras néyo | Letra OPLI | letra parecida em francês | Exemplo de palavra francesa              | API             | Exemplo de palavra neyo |
| ----------- | ---------- | ------------------------- | ---------------------------------------- | --------------- | ----------------------- |
| a           | a          | a                         | patte                                    | /a/             | dada (épervier/filet)   |
| è           | ɛ          | è                         | père                                     | /ɛ/             | dagbè (les moules)      |
| é           | e          | é                         | été                                      | /e/             | zé (une noix de coco)   |
| e           | ɩ          | e                         | entre é & i Inglês bit [bɪt] « morceau » | /ɪ/             | dadë (salive)           |
| i           | i          | i                         | midi                                     | /i/             | zigli (sucre)           |
| o           | ɔ          | o                         | pomme                                    | /ɔ/             | nëwolë (langue néyo)    |
| ö           | ö          | ô                         | como tôt                                 | ʊ/              | dödö (regarde)          |
| ô           | o          | ô                         | tôt                                      | /o/             | kpô (tabouret)          |
| u           | u          | ou                        | /u/                                      | kotu (vêtement) |                         |

Neyo é uma língua tonal: o tom assume uma função distinta. Será transcrito na fonética pelos diacríticos:
- alto (pronúncia é)
- médio (pronúncia ē)
- baixo ({pronúncia è)

A extensão vocálica e a modulação existem em Néyo, mas podem ser interpretados como a percepção fonética de duas Vogais, sendo assim  transcritas..

### Consoantes
São 22 os sons Consoantes do Neyo
| Escrita | Pronúncia em francês | Exemplo de palavra francesa | API  | Exemplo de palavra néyo |
| ------- | -------------------- | --------------------------- | ---- | ----------------------- |
| b       | b                    | banc bɑ̃                     | /b/  | bla (malaxe)            |
| bh      | bh                   | b sans souffler             | /ɓ/  | bha (prends)            |
| s       | s                    | sans sɑ̃                     | /s/  | slé (chambre)           |
| c       | tchi                 |                             | /c/  | machi (allumettes)      |
| d       | d                    | dans dɑ̃                     | /d/  | dada (épervier/filet)   |
| f       | f                    | fend fɑ̃                     | /f/  | fuo (faire peur)        |
| g       | g                    | gant ɡɑ̃                     | /ɡ/  | goze (médicament)       |
| gb      | gb                   |                             | /ɡ͡b/ |                         |
| ñ       | gn ou ni             | gnon ɲɔ̃                     | /ɲ/  |                         |
| ng      | ng                   | com ng Inglês si'ng'        |      | ġwlo (femme)            |
| k       | k                    | casse kas                   | :/k/ |                         |
| kp      | kp                   | /k͡p/                        |      |                         |
| l       | l                    | entre l & r' roulé          |      |                         |
| m       | m                    | ment mɑ̃                     | /m/  |                         |
| n       | n                    | canne kan                   | /n/  |                         |
| p       | p                    | pend pɑ̃                     | /p/  |                         |
| t       | t                    | tant tɑ̃                     | /t/  |                         |
| v       | v                    | vent vɑ̃                     | /v/  |                         |
| z       | z                    | zen zɛn /z/                 |      |                         |
| y       | y                    | yeux jø                     | /j/  |                         |
| w       | w                    | oui wi                      | /w/  |                         |
| dj      | dj                   |                             | /ɟ/  |                         |

## Sintaxe
- A sintaxe do néyo é do tipo S.V.O. – Sujeito Verbo Objeto.
- A flexão verbal é bem aglutinante: as variáveis no verbo são feitas com partículas].
- Os substantivos são divididos em oito classes nominais e o adjetivo segue o substantivo.

Para uma sintaxe do verbo de línguas kru numa perspectiva universais da linguagem, ver Koopman (1984), na bliografia.